# ماشا ماگال
ماشا ماگال (فرانسوی: Macha Magall‎) بازیگر اهل بلژیک است که به‌طور کلی در فیلم‌های ب بازی می‌کرد و تقریباً همیشه یک بازیگر نقش مکمل زن بود.
از فیلم‌هایی که وی در آن‌ها نقش داشته است، می‌توان به هیولای پرشهوت، افسون – کشتارگاه دلپذیر و دختران اس‌اس اشاره کرد.